# Azz ad-Dīn b. ‘Abd as-Salām b. Ghānim al-Maqdisī
Pour les articles homonymes, voir Al-Maqdisi (homonymie).
‘Azz ad-Dīn b. ‘Abd as-Salām b. Ghānim al-Maqdisī ('Izz al-Din de Jérusalem) vécut au XIIIe siècle. On sait peu de choses le concernant sinon qu’il mourut en 1280. 
Il est l'auteur du  « Dévoilement des mystères au sujet de la sagesse des oiseaux et des fleurs » (« Kashf al‐asrâr ʻan ḥikam al‐ṭuyûr wa’l‐azhâr », كشف الأسرار عن حكم الطيور والأزهار), "allégories orientales, qui attribuent aux oiseaux et aux fleurs un langage semblable à celui des Hommes",. Cet ouvrage a été traduit en français à deux reprises ; Garcin de Tassy est l'un de ses traducteurs.
On trouve aussi des sources qui donnent Ibn Ghanim al-Maqdissi comme l'auteur d'un ouvrage dont le titre est proche, Kashf al-’Asrār wa manāqib al-’Abrār (« Le Dévoilement des Mystères et les Mérites du Juste »),  qui comporte notamment une page des plus remarquables consacrée à la mystique et poétesse irakienne Rābi‘a al-'Adawiyya. 
Il est vraisemblablement l’auteur du fameux Shajarat al-kawn ("L'Arbre du monde") attribué fréquemment à Ibn 'Arabī,.
C’est un auteur dans la lignée akbarienne. 